# 化学機械研磨
化学機械研磨（かがくきかいけんま、英: chemical mechanical polishing) は、研磨剤（砥粒）自体が有する表面化学作用または研磨液に含まれる化学成分の作用によって、研磨剤と研磨対象物の相対運動による機械的研磨（表面除去）効果を増大させ、高速かつ平滑な研磨面を得る技術である。化学機械的研磨、化学的機械研磨、化学的機械的研磨とも表記される。

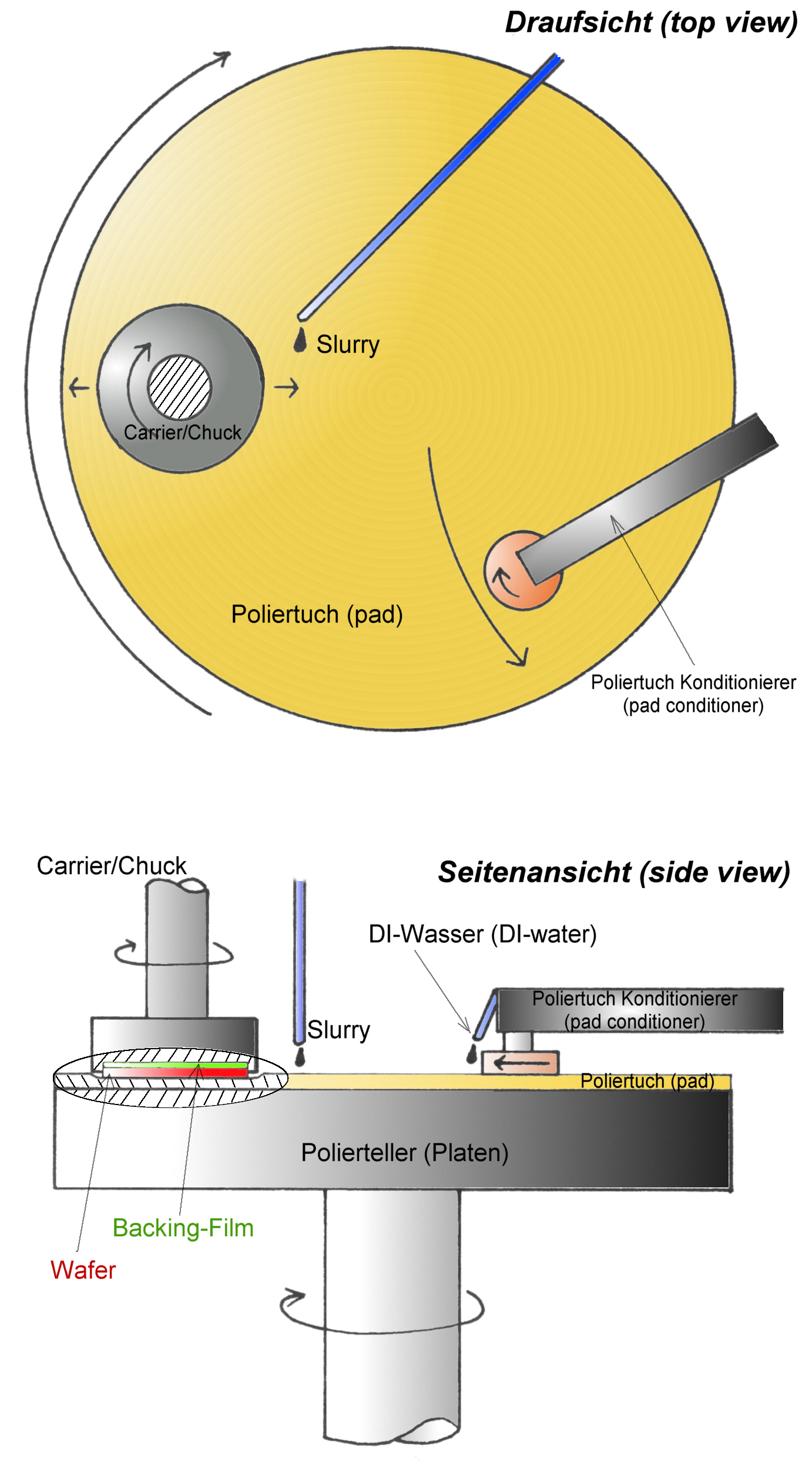
functional principle of CMP

近年では、CPUを代表とする大規模集積回路の製造に用いるウェハー表面の平坦化仕上げや、回路形成時の配線製造工程など、半導体製造工程全般で多用されるようになった研磨技術である（半導体工学を参照のこと）。半導体製造工程においては、特に平坦な面を得ることが重要であるため、「平坦にする」ということを強調するために化学機械平坦化（かがくきかいへいたんか、chemical mechanical planarization）とも表現する。いずれも略語はCMPであり、実質的な相違はあまりない。

## 背景と歴史
古くからフッ素や酸化セリウムがガラスと反応することを利用し、レンズや水晶・石英などケイ酸系の宝石の研磨に利用されている。
半導体大規模集積回路の集積度の向上（すなわち、1つのチップに搭載されるトランジスタ数の増加）のためには、高密度化が必要である。1つのチップの占める面積を、ムーアの法則の進展速度で大きくすると、きわめて短時間に実際的な面積を超えてしまう。したがって、チップの中に配置するトランジスタ1個あたりの寸法を小さくする必要がある。これが、「ムーアの法則に従ったプロセスルールのスケーリング」と呼ばれる現象である。
高密度化に対応するために水平方向の加工技術が大きく進化し、非常に微細な線幅の配線を製造できるようになったが、線幅の微細化を進めていくと、ある程度のところで垂直方向のずれ（すなわち平坦度）が影響を及ぼすようになる。これは、フォトリソグラフィ（パターニング）の際の焦点距離と密接な関係がある。パターニングは、あらかじめ作成した原画をレジスト剤を塗布したシリコン基板の上に光学的に転写する工程である。
配線の間隔が小さくなっていくと、配線の間隔はやがて可視光の波長に近づいてくる。このため、転写の際の焦点距離の関係で明瞭な画像を作ることができる空間は、（2次元平面ではなく）3次元空間上である一定の範囲に限られる。明瞭な画像が得られる範囲から、基板の平面がずれてしまえば、いくら正確な転写装置を使っても、ボケた映像しか転写することができない、という問題がある。ボケた映像を使って配線を形成すれば、当然、配線の短絡や断線が生じることになり、製品の歩留まりや性能を著しく損ねることになる。
また、トランジスタの数が少ない間は必要ないが、1つのチップに搭載されるトランジスタの数が多くなると、トランジスタとトランジスタを結線して回路を構成するためには、1つの配線層では対応しきれなくなり、多数の配線層が必要になる。この多層化の際にも形状の誤差が生じると、上下の層間での結線不良を生じる。
このように、CVDやPVDで形成した薄膜上に直接パターニングしていく従来の方法では対応ができなくなった。このため、CVDやPVDで薄膜を形成した後に表面を平坦化する技術が求められ、CMP技術が開発された。
CMP技術は、従来の半導体ウェハー（ベアウェハー）の研磨設備を半導体集積回路の垂直方向の平坦化の目的で、生産工程の中間に取り入れたものである。研磨時には発塵の可能性があるため、これを密閉し、かつ、ウェハーの搬出前に洗浄することで、研磨装置を半導体製造工程に不可欠な高クリーン度のクリーンルーム内に持ち込むことができるようになった。
CMPが製造工程に取り入れられた当初は、LSIはアルミとシリコン酸化膜で製造されていたため、製造上の歩留まり向上に有効である先端LSIデバイス（CPUやASIC）などの一部分への応用に限られていたが、高クロック化に伴って配線間遅延が問題となり、銅ダマシンプロセスが利用されるようになってからは、不可欠なプロセスの一つとなっている。

## 概要
近年では、CMPの使用箇所は、次に挙げるように半導体製造工程のほとんどの段階に及んでいる。
- シリコンウェハーそのもの（ベアウェハー）の平坦化
- トランジスタ浅溝型素子分離（Shallow Trench Isolation）作成時
- タングステンプラグの埋め込み平坦化
- 配線表面の平坦化

一般には、研磨対象物をキャリアと呼ばれる部材で保持し、研磨布または研磨パッドを張った平板（ラップ）に押し付けて、各種化学成分および硬質の微細な砥粒を含んだスラリーを流しながら、一緒に相対運動させることで研磨を行う。化学成分が研磨対象物の表面を変化させることで、研磨剤単体で研磨する場合に比べて加工速度を向上することができる。また、研磨剤単体で研磨する場合に残る表面の微細な傷や表面付近に残る加工変質層がきわめて少なくなり、理想的な平滑面を得ることができる。

## 装置
研磨装置としては、円形の定盤の上に研磨パッドを貼り付け、その上にスラリーを滴下しながら、シリコンウェーハを保持したキャリアと接触させながら共に回転させる、ロータリータイプと呼ばれる装置が主流である。この方式では研磨定盤とキャリアの回転方向が同一方向かつ時間当たり回転数が等しい場合、ウェーハ面内の相対線速度が等しくなるため、均一に研磨することができる。他にもベルトタイプの金属板上に研磨パッドを貼り付けるタイプや、研磨剤そのものを研磨パッドもしくはフィルムに保持させたタイプなどがある。また、金属研磨の場合には、電解液を使用し、研磨定盤とウェーハの間に電圧を加えて電解研磨を行う、いわゆるECMPと呼ばれる装置もある。
使用されるスラリーは、研磨する対象物によって異なる。一般的には砥粒としてSiO2,Al2O3,CeO2,Mn2O3,ダイヤモンドなどの粒子（粒子径：数十nm〜数百nm）が含まれるが、一部金属研磨の場合には砥粒を含まないスラリーも存在する。また化学成分としては酸・アルカリなど被研磨膜を改質する成分、砥粒の分散剤、界面活性剤などが含まれ、さらに金属研磨の場合にはキレート剤や防食剤などが含まれる。
また、加工時に作用させる押し付け力や相対運動の速度も同時に加工品質に大きな影響を与える。CMPは前述のように、多種多様な箇所に用いられるため、それぞれに応じた適切組み合わせ（これをプロセスレシピと呼ぶ）が必要となる。
研磨パッドとしては、発泡性の樹脂を使用したタイプ、無発泡の樹脂を使用したタイプ、不織布でできたタイプなどがある。また、硬質の研磨層の下地として、不織布やウレタンフォームを使った、いわゆる積層タイプの研磨パッドも使用される。一般的には硬質のパッドほどウェーハの表面形状に追従しないため、平坦性が向上するが、ウェーハそのもののトポグラフィーの影響を受け、研磨分布は悪くなる。研磨パッドの表面には同心円状、らせん上、格子状などの溝加工が施される。溝形状はウェーハ表面へのスラリーの回り込み特性を左右するため、溝形状により研磨特性は大きく変化する。
半導体の生産性増大の要求から、ウェハーの直径は次第に大きくなってきているが、逆に配線幅が縮小しているために相対的に要求される加工精度は常に縮小し続けている。また、配線を形成する絶縁材料に新しい材料が次々と導入されつつある。このため、適切な加工性能を得るためのプロセスレシピも常に変化し続けており、特に配線表面の研磨に関しては激しい開発競争が行われている。
ウェハーの研磨量の制御や研磨に使われる研磨パッド、スラリーをはじめとした技術、装置の制御技術など、数多くの技術が今日までに改善されてきた。